# Cha Chi Versaci
Cha Chi Versaci (pseudoniem van Arend; * ca. 1990) is een Nederlandse filantroop, youtuber en influencer. Hij verwierf bekendheid met filmpjes op TikTok en YouTube waarin hij spelcomputers en andere cadeaus weggeeft aan kinderen die het moeilijk hebben. Versaci richtte in 2022 de liefdadigheidsorganisatie Stichting Gamen voor Kinderen op, waarmee hij spelcomputers en uitjes schenkt aan jongeren in kwetsbare situaties. Dankzij zijn goede doel en online video’s wordt hij wel de "Nederlandse MrBeast" genoemd. In 2025 verscheen zijn autobiografie Een Arend vliegt op eenzame hoogte, waarin hij zijn levensverhaal en missie deelt.

## Jeugdjaren
Arend groeide op in een onveilige thuissituatie. Zijn vader mishandelde zijn moeder, en Arends oom, die hen probeerde te beschermen, werd in 1992 door zijn vader vermoord. Arend was twee jaar oud toen zijn vader gevangenisstraf kreeg. Na diens vrijlating moesten Arend en zijn moeder uit angst voor wraak in een getuigenbeschermingsprogramma leven. Een deel van zijn jeugd bracht hij door in een opvanghuis. Later volgden jaren in een internaat en periodes van dakloosheid. Zijn band met zijn moeder verwaterde definitief.

## Stichting Gamen voor Kinderen
In mei 2022 richtte Arend onder zijn alias Cha Chi Versaci de Stichting Gamen voor Kinderen op. Deze stichting heeft een ANBI-status en zet zich in voor kinderen die in armoede leven, in een instelling verblijven of opgroeien in een instabiele thuissituatie. Doel is kinderen ontspanning en plezier te geven via gamen en activiteiten. Versaci’s motivatie komt voort uit zijn eigen ervaringen; gamen bood hem zelf een uitlaatklep. Ook eert hij hiermee de nagedachtenis van zijn vermoorde oom, die gameliefhebber was.

## Carrière als contentcreator
Versaci begon in 2022 met filmpjes op TikTok en YouTube. Hij werd bekend met video’s waarin hij dure cadeaus weggeeft aan kinderen, vaak met een emotionele insteek. Zijn accounts groeiden snel: op TikTok bereikte hij medio 2025 ruim 665.000 volgers en 9 miljoen likes. Media bestempelden hem als “weggeef-influencer” en vergeleken hem met de Amerikaanse YouTuber MrBeast.

### Pseudoniem
De naam “Cha Chi Versaci” verwijst deels naar het modehuis Versace en deels naar de straattaalterm chachi, dat “cool” betekent.

## Campagnes en samenwerkingen
In juli 2025 lanceerde Versaci samen met snoepketen Jamin een eigen lijn chocoladerepen, waarvan de opbrengst naar zijn stichting gaat. Bij promotie-evenementen kwamen honderden fans opdraven. Ook organiseerde hij benefietwedstrijden en sportdagen onder de vlag van zijn stichting.

## Boek
In april 2025 verscheen zijn autobiografie Een Arend vliegt op eenzame hoogte, waarin hij zijn levensverhaal beschrijft.

## Onderscheidingen
- 2024: Genomineerd voor een Best Social Award in de categorie Beste Positive Impact.[8]

## Impact
Versaci krijgt veel positieve reacties van kinderen en ouders die zich gesteund voelen door zijn verhalen en acties. Zijn evenementen trekken honderden jongeren; volwassenen kennen hem vaak minder goed.